# Charles Atwood Kofoid
Charles Atwood Kofoid, né le 11 octobre 1865 à Granville (Illinois) et mort le 30 mai 1947 à Berkeley (Californie), est un biologiste marin et zoologiste américain.